# اس‌تی‌اس-۸
اس‌تی‌اس-8 هشتمین مأموریت شاتل فضایی متعلق به ناسا بود که توسط شاتل چلنجر انجام شد. این پرواز در ۳۰ اوت ۱۹۸۳ میلادی پرتاب و در ۵ سپتامبر همان سال به زمین نشست. این اولین پرتاب بود که در شب انجام شد و نیز اولین فضانورد آفریقایی-آمریکایی، گویین بالفورد، را به همراه داشت. این مأموریت با موفقیت قابل توجهی روبه‌رو شد و به تمام اهداف از پیش تعیین شده دست یافت. اگرچه خرابی موشک سوخت جامد را نیز تجربه نمود. اس‌تی‌اس-۸ سومین پرتاب شاتل چلنجر بود. محموله شامل آی‌ان‌ست-۱بی که یک ماهوارهٔ مخابراتی هندی و ماهوارهٔ هواشناسی بود که در مدار زمین هم‌گام در فضا قرار گرفت. محموله دوم؛ ماهواره‌ی مخابراتی ناسا بود که قبلاً با تاخیر در پرتاب روبه‌رو شده بود. ماهواره‌ای چهار تنی که برای آزمایش سیستم دستکاری کاندارمِ شاتل نیز استفاده شد. آزمایش‌هایی علمی نیز توسط اعضای چلنجر صورت گرفت. آزمایش‌هایی از قبیل آزمون سخت‌افزار و مواد جدید برای فضاپیما، تحقیقات بیولوژیکی در جاذبه اندک و نیز تحقیق دربارهٔ سندرم انطباق فضا (که به نام بیماری فضایی نیز شناخته می‌شود).

## خدمه پروازی
| رده          | فضانورد                    | فضانورد                    |
| ------------ | -------------------------- | -------------------------- |
| فرمانده      | ریچارد اچ. ترولی (فضانورد) | ریچارد اچ. ترولی (فضانورد) |
| خلبان        | دنیل براندشتاین (فضانورد)  | دنیل براندشتاین (فضانورد)  |
| متخصص پرواز۱ | دیل گاردنر                 | دیل گاردنر                 |
| متخصص پرواز۲ | گویین بالفورد              | گویین بالفورد              |
| متخصص پرواز۲ | ویلیام ای. تورنتون         | ویلیام ای. تورنتون         |

این مأمورتی دارای پنج خدمه بود که سه نفر آن‌ها متخصص مأموریت بودند. این دومین مأموریت پس از اس‌تی‌اس-۷ بود که دارای پنج نفر خدمه بود؛ بزرگترین پرواز با تنها یک فضاپیما. خدمه از نظر تاریخی جالب بود. گویین بالفورد اولین آفریقایی-آمریکایی بود که به فضا سفر کرد.
فرمانده پرواز، ترولی، یک کهنه فضانورد محسوب می‌شد که سابقه پرواز در اس‌تی‌اس-۲ و دو پروازِ نزدیکی و نشست را با شاتل فضایی انترپرایز تجربه کرده بود(۱۹۷۷). پیش از این نیز به عنوان مخابراتیچی کپسول در سه مأموریت اسکای‌لب و آپولو-سایوز خدمت کرده بود. برنداشتاین، گاردنر و بالفورد از سال ۱۹۷۷ جمع شده بودند و از سال ۱۹۷۹ در حال آموزش بودند. این مأمورت در اصل برای چهار خدمه برنامه‌ریزی شده بود. تورنتون بعداً به عنوان متخصص سوم در دسامبر، به گروه اضافه شده بود؛ که در واقع ۸ ماه پس از تعیین و معرفی گروه اصلی بود.

## پرتاب
چلنجر در ۰۶:۳۲ به وقت یوتی‌سی در ۳۰ اوت ۱۹۸۳؛ و بعد از ۱۷ دقیقه تأخیر به خاطر طوفان در نزدیکی محل پرتاب، پرتاب شد. پنجره پرتاب بین ۰۶:۱۵ تا ۰۶:۴۹ بود.
پرتاب در تاریکی انجام شد تا اولین پرتاب آمریکاییذها باشد که پس از آپولو ۱۷، در شب انجام می‌شد. این پرتاب توسط هزاران بازدیدکننده تماشا شد. این زمان پرتاب به خاطر محموله انتخاب شده بود و تا زمان پرتاباس‌تی‌اس-۶۱-بی در سال ۱۹۸۵ دیگر صورت نگرفت. خدمه تلاش کردند تا در شبیه‌سازی‌ها عملیات در شب را تمرین نمایند.
پرتاب با استفاده از موتورهایی با طراحی جدید برای راکت‌های سوخت جامد انجام شد. این موتورها ۷٪ قدرت بالارونده بیشتری را تولید می‌کرد. این یکی از دو مورد آخر استفاده از بدنه فلزی در بالابرنده بود. بدنه نسبت به اس‌تی‌اس-۷ و اس‌تی‌اس-۷ ۱۸۰۰ کیلوگرم کم وزن‌تر بود

## فرود
مأموریت برای فرود در پایگاه نیروی هوایی ادواردز، کالیفرنیا در ساعت ۱۲۱:۲۸ (زمان سپری شده مأموریت) فرود آمد. این فرود یک روز به تأخیر افتاد. این کار برای آزمایش مخابراتی صورت گرفت. "چلنجر" در ساعت ۰۷:۴۰:۳۳ یوتی‌سی و در روز ۵ سپتامبر ۱۹۸۳ فرود آمد. فرود در باند فرود ۲۲ در پایگاه و در روز هفتم مأموریت صورت گرفت. پرتاب در شب صورت گرفته بود، فرود نیز در شب انجام شد. شاتل در عرشه‌اش روشنایی‌ایی نداشت، که به خاطر مشکلات طراحی در سامانه روشنایی برای ورود به جو بود. از این رو محوطه فرود با لامپ‌های قوسی زنون منور شد تا فرود آسان گردد. پیش از این هیچ سابقه فرود در تاریکی وجود نداشت تا امکان این فرود را ثابت نماید. فیلم ثبت شده در سال ۱۹۸۶ با نام کمپ فضایی منتشر شد

## پارامترهای مأموریت
- جرم:
  - هنگام پرتاب مدارگرد: ۱۱۰٬۱۰۸ کیلوگرم (۲۴۲٬۷۴۷ پوند)
  - هنگام فرود مدارگرد :۹۲٬۵۰۸ کیلوگرم (۲۰۳٬۹۴۵ پوند)
  - ظرفیت ترابری دی‌اف‌آی: ۱۲٬۰۱۱ کیلوگرم (۲۶٬۴۸۰ پوند)
- حضیض : (۳۴۸ کیلومتر (۲۱۶ مایل)
- اوج : ۳۵۶ کیلومتر (۲۲۱ مایل)
- زاویهٔ شیب مدار:ل : ۲۸.۵ درجه
- دوره تناوبی : ۹۰.۳ دقیقه

## زنگ بیدارباش
ناسا که از پروژه جمینای شروع به پخش آهنگ‌های قدیمی در طول پرواز می‌کرد تا فضانوردان را در طول پرواز آپولو ۱۵ را بیدار کند
هر تک-آهنگ به‌طور مخصوصی انتخاب شده بود، این انتخاب غالباً توسط فضانوردان انجام شده بود و معمولاً معنی خاصی برای خدمه داشت.
| روز پرواز | آهنگ                                 | هنرمند/نویسنده | پخش برای           |
| --------- | ------------------------------------ | -------------- | ------------------ |
| روز ۲     | "آهنگ پرواز جورجیا تک"               |                | ریچارد ترولی       |
| روز ۳     | "آهنگ پرواز ایلینوی"                 |                | دیل گاردنر         |
| روز ۴     | "آهنگ پرواز ایلت پنسلوانیا"          |                | گویی بالفورد       |
| روز ۵     | "آهنگ پرواز دانشگاه کالیفرنیا شمالی" |                | ویلیام ای. تورنتون |
| روز ۶     | "تالا سواری"                         | راوی شانکار    | آی‌ان‌ست             |
| روز ۷     | "سمپر فدلیس"                         | جان فیلیپ سوسا |                    |

## نگارخانه

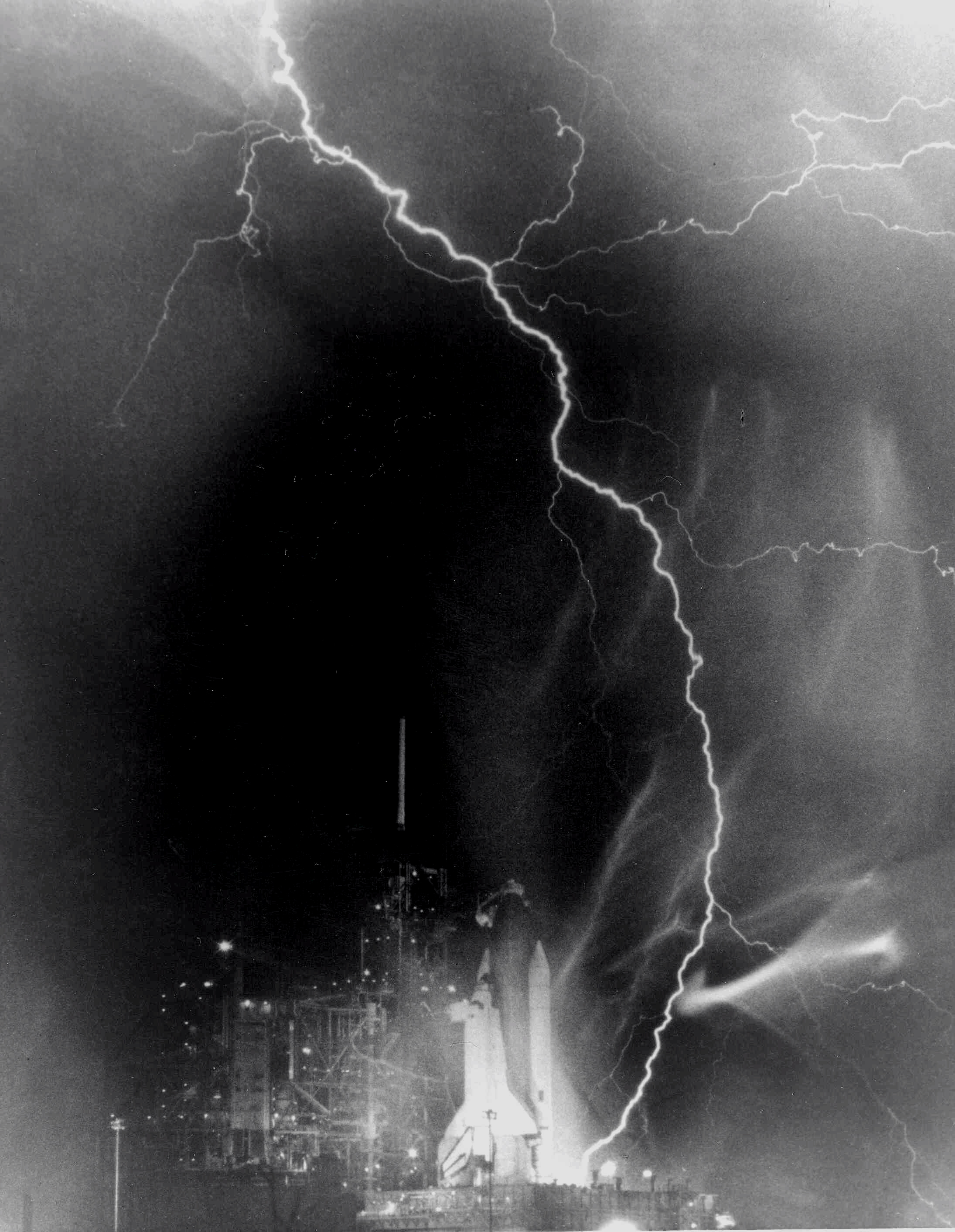
برخورد برق به نزدیکی محل پرتاب مدارگرد در ساعات نزدیک به پرتاب.
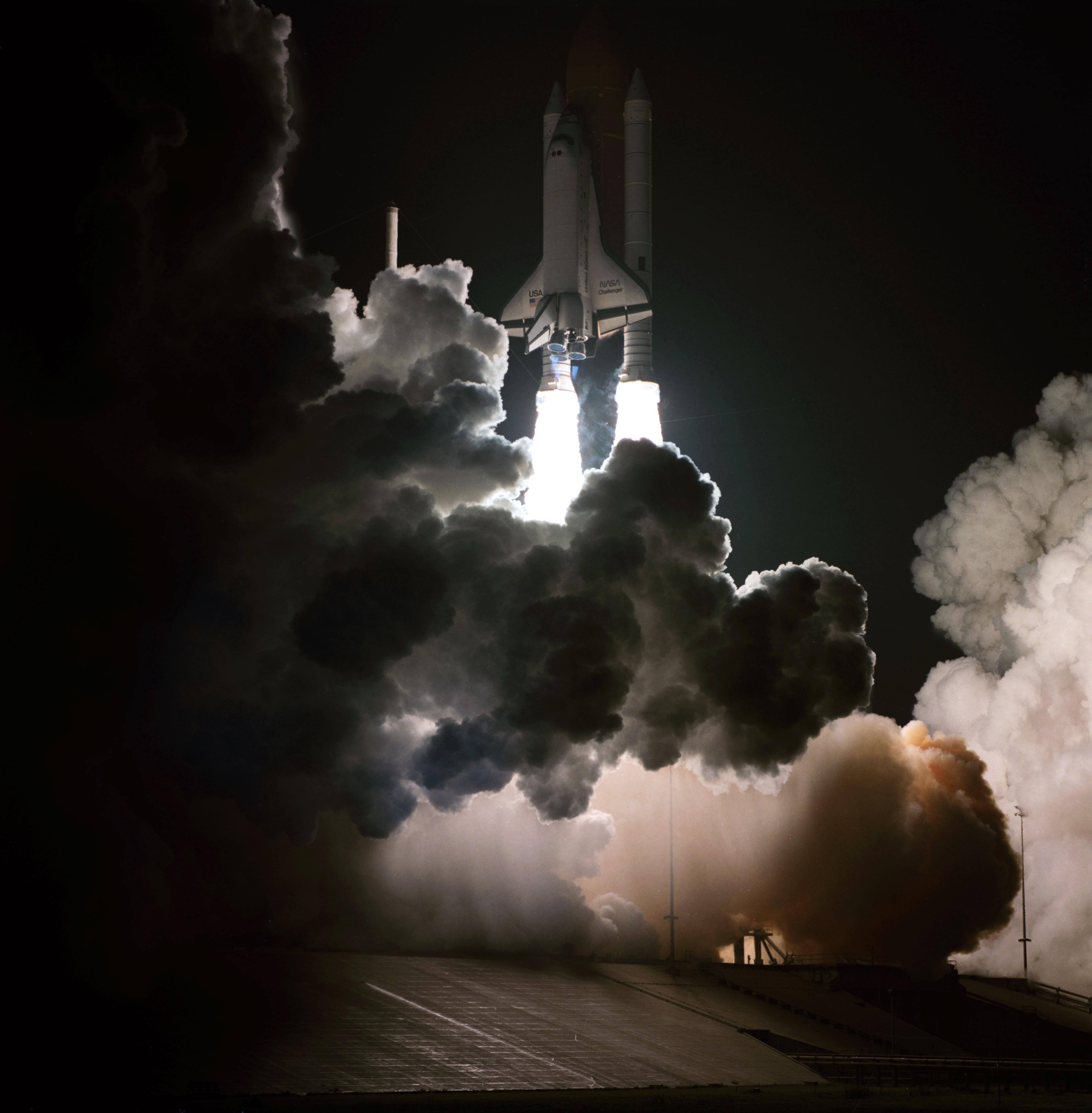
پرتاب اس‌تی‌اس-۸.
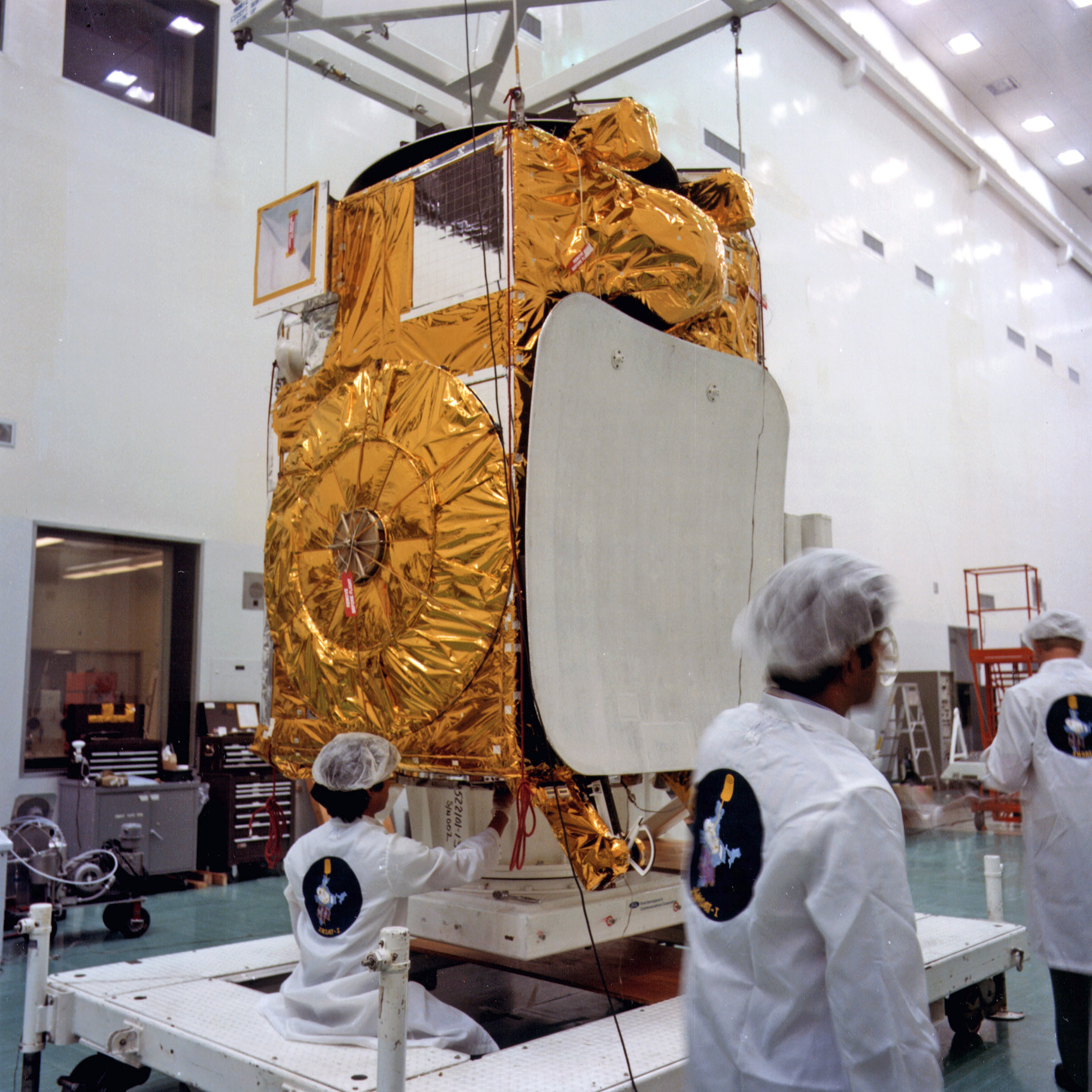
آی‌ان‌ست-۱بی در حال اماده شده
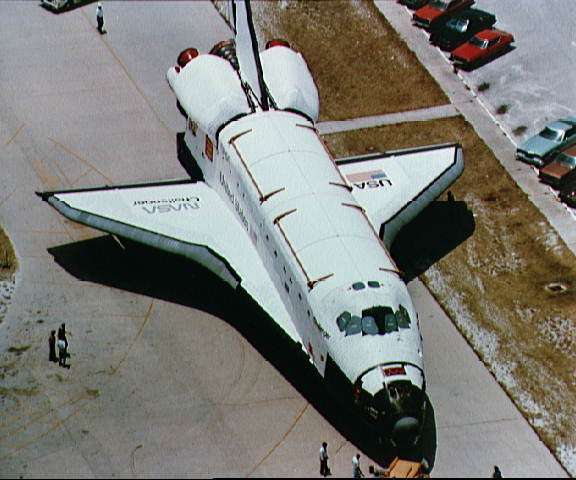
چلنجر' برای پرتاب از تاسیسات فرآوری مدارگرد خارج می‌شود.

## نکات
1. ↑  Jenkins, p. 271
2. ↑  Jenkins, p. 271. An African-American test pilot, Robert Henry Lawrence Jr., had been selected for the US Air Force Manned Orbiting Laboratory program in 1967, but was killed in a flying accident a few months later. The Manned Orbiting Laboratory program was cancelled in 1969, and most of its surviving astronauts transferred to NASA. Outside the United States, Arnaldo Tamayo Méndez was a Cuban Air Force officer who flew on the Soyuz 38 mission in 1980 as part of the Soviet Interkosmos program, and became the first person of African descent in space.
3. ↑  Press kit, p. 47
4. ↑  Press kit, pp. 48–50
5. ↑  Evans, p. 76
6. 1 2  Jenkins, p.266
7. 1 2  Press kit, p. 5
8. ↑  Shayler, p. 136
9. ↑  Jenkins, p. 425
10. ↑  ماموریت‌های عظیم ناسا، صفحهٔ ۳۴
11. ↑  فریس، کالین (۲۵ جون ۲۰۰۷). «شروح وقایل صداهای بیدار باش» (PDF). ناسا. بایگانی‌شده از اصلی (پی‌دی‌اف) در ۲۰ ژوئن ۲۰۱۰. دریافت‌شده در ۱۲ جولای ۲۰۱۲.